# Георгова къща (Иван Георгов)
 Тази статия е за къщата на Иван Георгов.  За къщата на брат му Георги вижте Георгова къща (Георги Георгов).  
Георговата къща e известна архитектурна постройка в центъра на София на адрес улица „Шипка“ № 14. Обявена е за паметник на културата с местно значение в „Държавен вестник“, брой 40 от 1978 година (№ 269).

## История
Емблематичната софийска сграда е построена от видния учен професор Иван Георгов от западномакедонския град Велес. Дело е на видния архитект Антонин Колар.
Къщата е разрушена, като е запазена единствено фасадата. В изградената нова сграда се помещава хотел „Кристъл Палас“.